# Claudine Griggs
Claudine Griggs (nacida el 27 de julio de 1953) es una autora y mujer transgénero estadounidense.
Griggs se declaró transgénero por primera vez en 1974. En 1990, a los 37 años, se sometió a una cirugía de afirmación de género con el Dr. Stanley Biber en Trinidad, Colorado. Mantuvo un diario detallado, clínico y oscuramente humorístico de la experiencia que más tarde se convirtió en su primer libro, Passage Through Trinidad: Journal of a Surgical Sex Change (Pasaje a través de Trinidad: diario de un cambio de sexo quirúrgico) de 1995. A esto le siguió S/he: Changing Sex and Changing Clothes de 1998, en el que Griggs entrevistó a muchas otras personas transgénero para examinar "las presiones y motivaciones para ajustarse a los roles de género esperados, y las formas en que estas se ven afectadas por el estatus social, educativo y profesional".
En 2004, su primer libro fue republicado en una edición ampliada bajo el título alternativo Journal of a Sex Change: Passage Through Trinidad. En 2021, la historia de su cirugía apareció en el libro Going to Trinidad: A Doctor, a Colorado Town and Stories from an Unlikely Gender Crossroads de Martin J. Smith.
A partir de 2009, Griggs ha escrito principalmente ciencia ficción y ficción especulativa. En 2019, su historia corta "Helping Hand" fue adaptada a un episodio de la serie de Netflix Love, Death & Robots. Su primera novela, el thriller policial Don't Ask, Don't Tell, se publicó en 2020. En 2022 se publicó una colección de cuentos titulada Firestorm, y en 2024 se publicó su segunda novela, Dwarf Days. 
Griggs ha enseñado escritura profesionalmente durante muchos años en varias universidades de los Estados Unidos. Dirigió el Centro de Redacción del Rhode Island College de 2009 a 2019. Aunque actualmente está semirretirada, ahora trabaja a tiempo parcial como especialista en redacción en la Escuela Bush de Gobierno y Servicio Público de la Universidad de Texas A&M.